# Orcesis phauloides
Orcesis phauloides là một loài bọ cánh cứng trong họ Cerambycidae.